# Abantes
 (avril 2023).
Les Abantes ou Abantides (en grec ancien : Ἄβαντες / Ábantes) sont un peuple (ethnos) semi-légendaire de la Grèce antique.

## Mythe

### Origine
D'après Aristote cité par Strabon, ils seraient originaires de Thrace et tireraient leur nom de la ville d'Abé en Phocide, qu'ils avaient auparavant fondée. 
Pour d'autres auteurs[Qui ?], leur nom viendrait de leur héros éponyme Abas, roi d'Eubée, fils de Poséidon et de la nymphe Aréthuse.

### Pendant la Guerre de Troie
Dans l'Iliade d'Homère, les Abantes participent à la guerre de Troie sous les ordres d'Éléphénor, à bord de quarante vaisseaux. À l'époque (XIIIe siècle av. J.-C.), ils détiennent déjà l'île d'Eubée, et ont conservé la mode reprise d'autres peuples barbares, de ne garder que les cheveux de derrière la tête pour que l'ennemi ne puisse pas les saisir par-devant. Thésée, dans son adolescence, aurait adopté cette mode guerrière.

### Sources antiques
1. ↑  Strabon, Géographie [détail des éditions] [lire en ligne], X, 1, 3.
2. ↑  Homère, Iliade [détail des éditions] [lire en ligne], II, 536-545 ; IV, 464.
3. ↑  Plutarque, Vies parallèles [détail des éditions] [lire en ligne], I, 5.